# Elisabeth Hakel

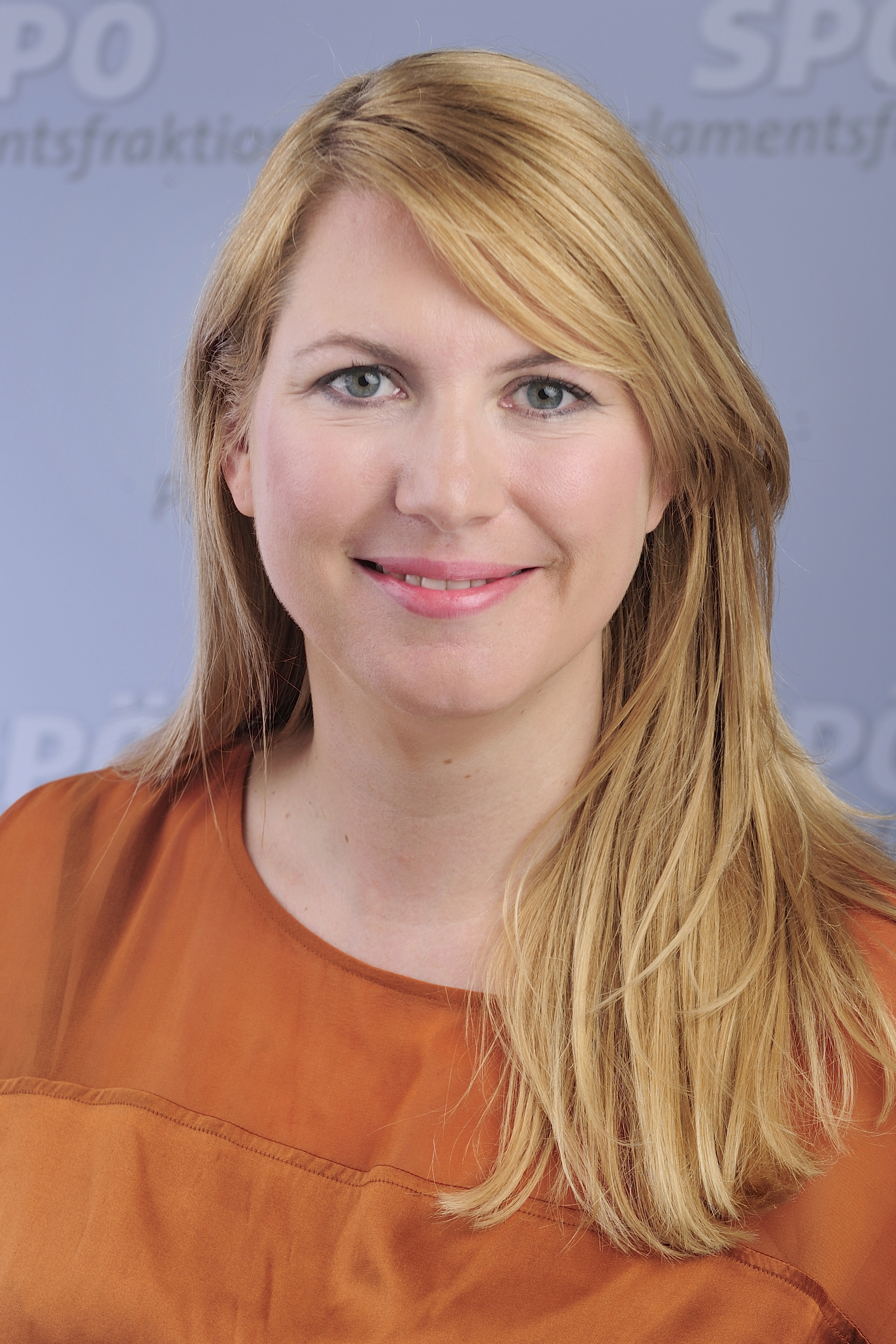
Elisabeth Hakel 2014

Elisabeth Hakel (* 17. Dezember 1977 in Steyr) ist eine österreichische Politikerin (SPÖ). Von 2008 bis 2017 war sie mit Unterbrechung Abgeordnete zum österreichischen Nationalrat. 

## Leben
Hakel besuchte nach der Volksschule in Liezen das Stiftsgymnasium Admont und im Anschluss die Bundeshandelsakademie Liezen. Sie arbeitete von 1998 bis 2000 als Bundesgeschäftsführerin der Jungen Generation in der SPÖ, war von 2000 bis 2007 parlamentarische Mitarbeiterin von Caspar Einem und zudem von 2002 bis 2006 parlamentarische Mitarbeiterin von Elisabeth Grossmann. Des Weiteren war sie zwischen 2005 und 2007 als PR-Beraterin bei Krammer Consultants tätig. Von 2007 bis 2008 war Hakel Pressesprecherin der Nationalratspräsidentin Barbara Prammer. 
Politisch war Hakel zunächst bei der Jungen Generation aktiv, zwischen 1995 und 1998 hatte sie die Funktion der Vorsitzenden der Jungen Generation Liezen inne. Sie wurde am 14. Oktober 2008 zur geschäftsführenden Bezirksfrauenvorsitzenden der SPÖ Liezen gewählt und kandidierte bei der Nationalratswahl 2008 auf Platz sieben der SPÖ-Landesliste in der Steiermark sowie auf Platz zwei im Regionalwahlkreis Steiermark Nord-West. Hakel zog über die Landesliste in den Nationalrat ein und wurde am 28. Oktober 2008 als Abgeordnete angelobt. Als Schwerpunkte ihrer Abgeordnetentätigkeit gibt Hakel die Bereiche Verkehr, Infrastruktur und Wirtschaft im Bezirk Liezen an. Hakel ist Bereichssprecherin des SPÖ-Parlamentsklubs für die Themen Kunst und Kultur.
Im Sommer 2017 wurde in den österreichischen Medien bekannt, dass sie mehrere Jahre lang keine Parteiabgabe bezahlt hat.
Hakel ist ledig.